# Haus Circus 15 (Putbus)

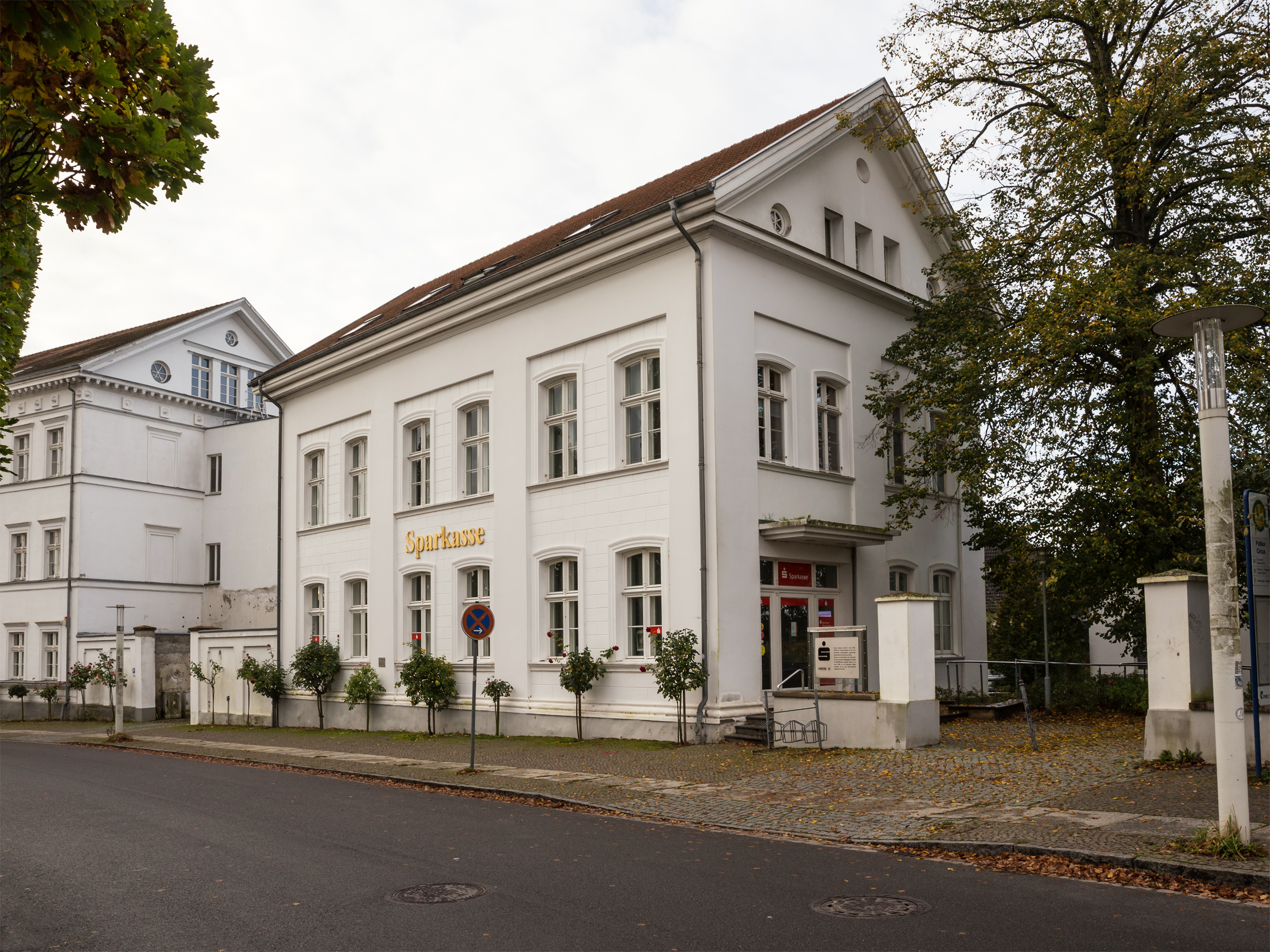

Das Haus Circus 15 in Putbus (Rügen, Mecklenburg-Vorpommern) stammt von 1836. Heute befindet sich hier die Sparkasse Vorpommern.
Das Gebäude steht unter Denkmalschutz.

## Geschichte

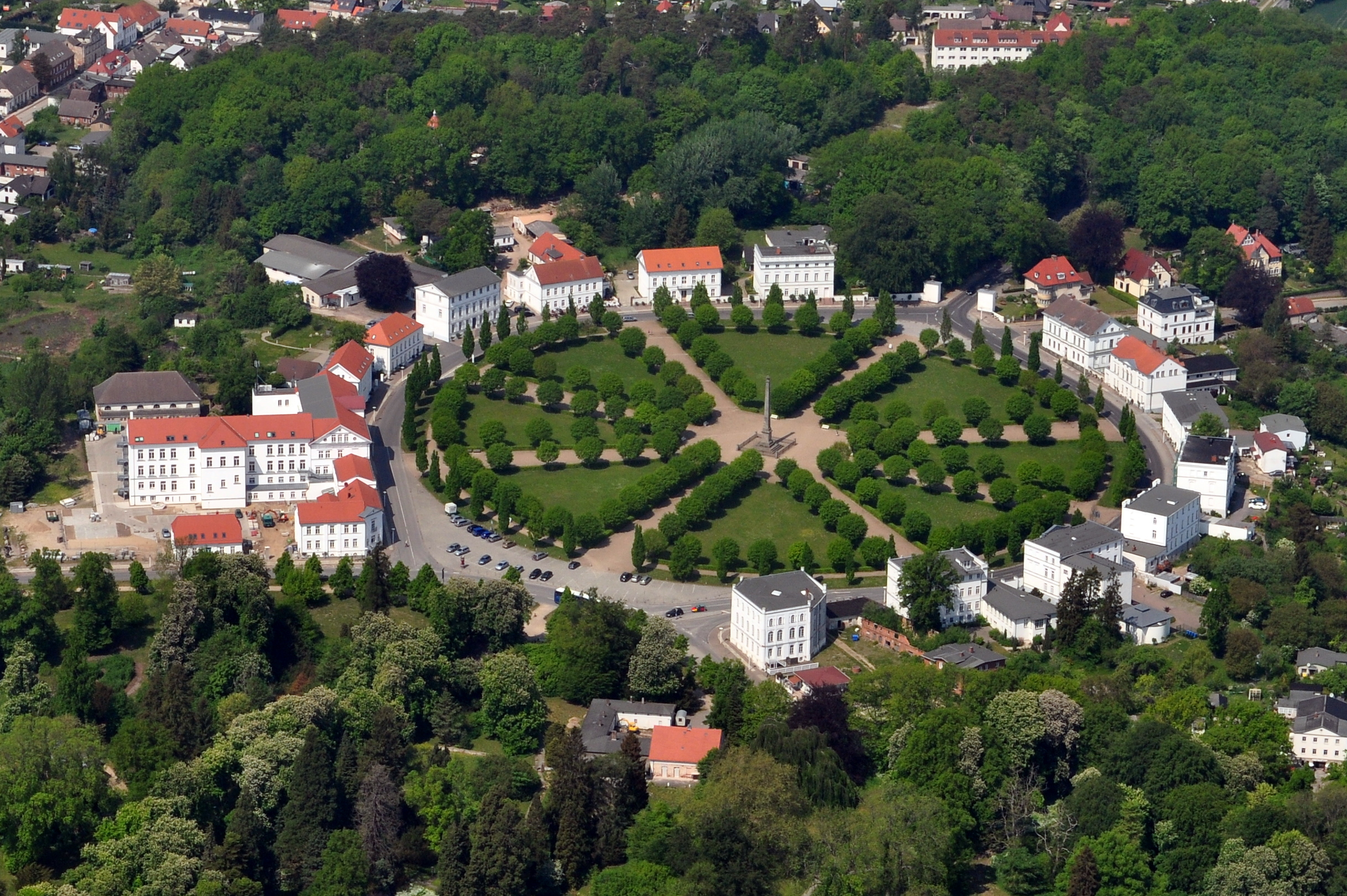
Der Cirkus: Nr. 15: links

Putbus mit 4435 Einwohnern (2019) wurde 1286 erstmals erwähnt. Als Residenzstadt auf Rügen wurde sie 1810 von Wilhelm Malte I. Fürst zu Putbus gegründet.
Das zweigeschossige sechsachsige klassizistische, verputzte Haus mit dem prägenden Fugenbild wurde 1836 im Stil der Berliner Bauschule um Karl Friedrich Schinkel erstellt. Es war das Direktoriums- und Lehrerhaus des benachbarten Pädagogium Putbus.
1998 kaufte die Sparkasse Rügen das Haus, welches 1999 im Rahmen der Städtebauförderung saniert wurde. Aus Gründen des Erhalts der Symmetrie wurde dabei der Haupteingang an der nördlichen Giebelseite angeordnet. Die linke Flügelmauer blieb erhalten. Im Erdgeschoss befindet sich nun die Sparkasse Vorpommern und in den Obergeschossen drei Wohnungen, eine davon als Maisonette über zwei Geschosse.